# 2010 en Palestine
Chronologie de la Palestine
- 2006
- 2007
- 2008
- 2009
- 2010
- 2011
- 2012
- 2013
- 2014

Cette page concerne les évènements survenus en 2010 en Palestine :

## Évènements
- Blocus de la bande de Gaza, en cours depuis 2007.
- 31 mai : Arraisonnement de la flotitlle de la liberté qui tentait de franchir le blocus de la bande de Gaza.

## Sport
- Première Ligue de Cisjordanie 2009-2010 (en) (football)
- Première Ligue de Cisjordanie 2010-2011 (en) (football)

## Sortie de films
- Miral
- Téléphone arabe